# Batalha de Noryang

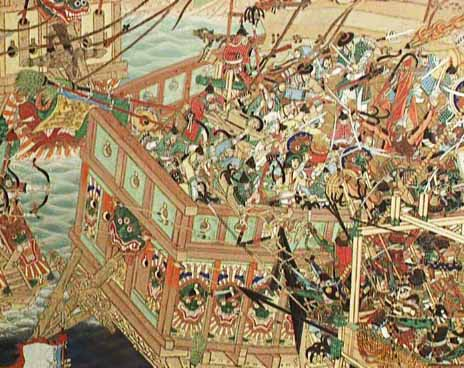
Batalha de Noryang

A Batalha de Noryang, a última grande batalha das invasões japonesas da Coreia (1592-1598), foi travada entre a marinha japonesa e as frotas combinadas do Reino Joseon e da dinastia Ming. Ocorreu na madrugada de 16 de dezembro (19 de novembro no calendário lunar) de 1598 e terminou após a madrugada.
A força aliada de cerca de 150 navios chineses Joseon e Ming, liderada pelos almirantes Yi Sun-sin e Chen Lin, atacou e destruiu ou capturou mais da metade dos 500 navios japoneses comandados por Shimazu Yoshihiro, que estava tentando se conectar com Konishi Yukinaga. Os sobreviventes agredidos da frota de Shimazu voltaram para Pusan e, alguns dias depois, partiram para o Japão. No auge da batalha, Yi foi atingido por uma bala de um arquebus e morreu pouco depois. Chen Lin relatou a notícia ao Imperador Wanli e, desde então, Chen e Yi foram celebrados como heróis nacionais.